# 金春晃実
金春 晃実（こんぱる てるちか、1931年（昭和6年）8月3日 - 2002年（平成14年）4月3日）は、日本の能楽師。金春流シテ方。父は金春流77世宗家の金春栄治郎。長男に金春穂高。

## 略歴
1931年、奈良県に生まれる。1956年、京都大学文学部を卒業。父は金春流77世宗家の金春栄治郎。幼いころから指導を受け、1938年に初舞台を踏む。大学在学中の1955年に幻の伝書といわれた世阿弥の「拾玉得花」を発見した。1972年日本能楽会会員となる。体全体を使って演じる鬼もの、修羅ものを得意とし、カナダやフランスなどで海外公演を精力的に行った。金春刊行会代表、日本能楽養成会講師、奈良大学講師を務め、後進の指導にも尽力した。2002年に死没。

## 親族
- 金春大夫元照（曽祖父、金春流73世宗家）
- 金春七郎広運（祖父、金春流76世宗家）
- 金春栄治郎（実父、金春流77世宗家）
- 金春八条（叔父、金春流78世宗家）
- 金春穂高（子息、能楽協会大阪支部常議員・社団法人金春円満井会理事）
- 金春信高（従兄弟・八条の長男、金春流79世宗家）
- 金春欣三（従兄弟・八条の次男、能楽師）
- 金春安明（従甥・信高の子息、金春流80世宗家）
- 金春智子（従姪・欣三の子女、脚本家）
- 金春憲和（従甥孫・信高の子息、能楽師）

## 典拠
1. ↑  日外アソシエーツ編『新撰　芸能人物事典』（2010年）